# سيناترا (إطار عمل ويب)
سيناترا (بالإنجليزية: Sinatra)‏ هو إطار عمل لبرمجة مواقع الويب يعتبر خيار آخر لأطر العمل الأخرى التي تستخدم لغة البرمجة روبي مثل روبي أون ريلز

## مواقع تستعمل سيناترا
هناك العديد من المواقع المشهورة التي تستخدم سيناترا لبرمجة مواقعها مثل غيت هاب، أبل، بي بي سي

## مثال للكود البرمجي
```
#!/usr/bin/env ruby

require
 
'sinatra'

get
 
'/'
 
do

  
redirect
 
to
(
'/hello/World'
)

end

get
 
'/hello/:name'
 
do

  
"Hello 
#{
params
[
:name
]
}
!"

end

```